# Château de Kaunas

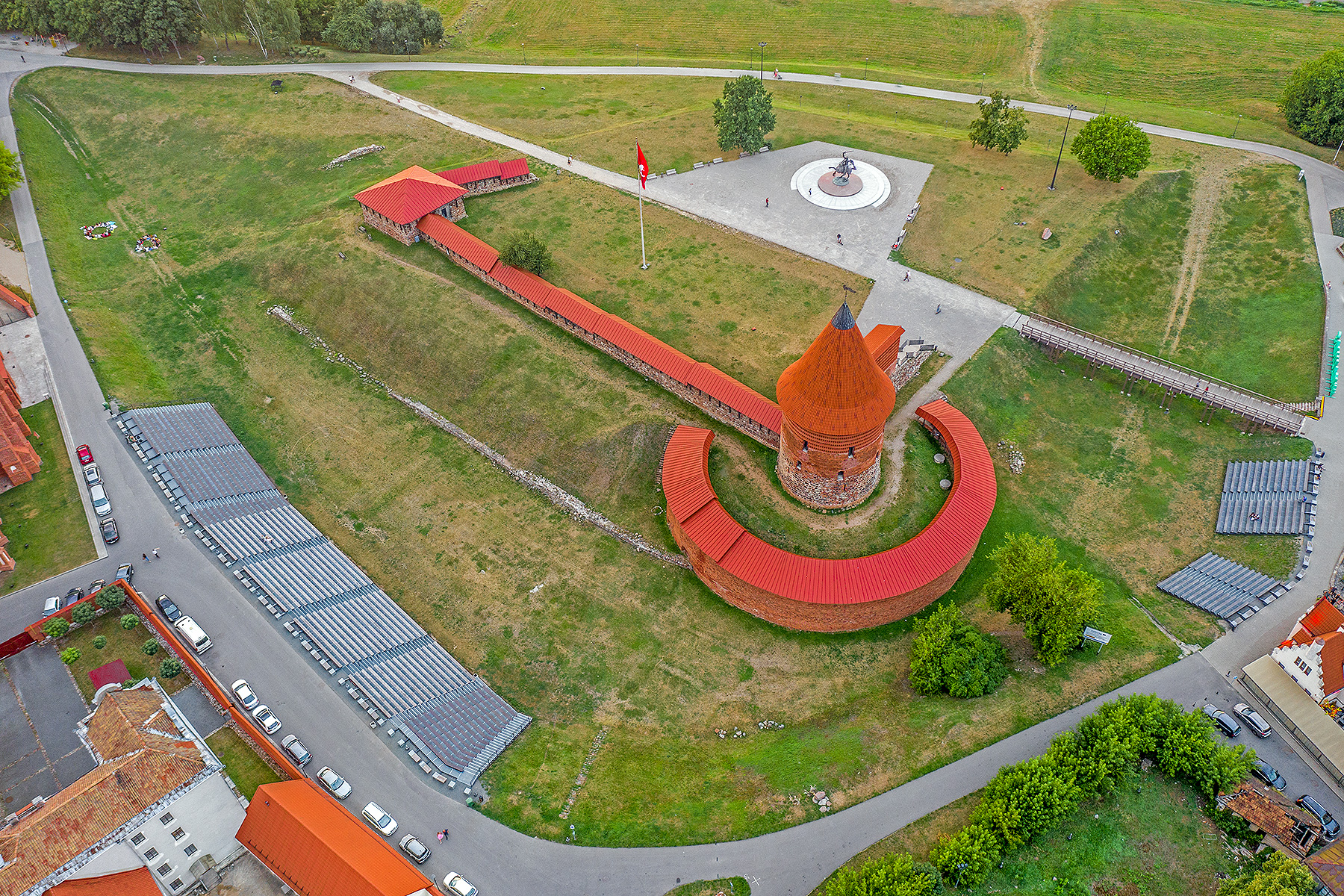
Château de Kaunas (2021)

Le château de Kaunas est un château situé à Kaunas en Lituanie.
L'église Saint-Georges-le-Martyr lui fait face.